# Borsodi-zsomboly
A Borsodi-zsomboly az Aggteleki Nemzeti Parkban található egyik barlang. Az Aggteleki-karszt és a Szlovák-karszt többi barlangjával együtt 1995 óta a világörökség része.

## Leírás
Az Alsó-hegy fennsíkjának keleti részén, Tornanádaska központjától északnyugatra, a Vecsem-bükk csúcstól keletre 76,5°-ra, három kilométerre, erdőben, két töbör közötti sziklás gerincen, a Nádaskai-zsombolytól északnyugatra, körülbelül 200 méterre, a határsávtól délre, körülbelül 200 méterre nyílik. A keskeny, hasadék alakú, 40×80 centiméteres, függőleges tengelyirányú, bontott, de természetesnek tűnő bejárata csak közelről vehető észre.
Középső triász wettersteini mészkőben jött létre. Egyetlen függőleges, lefelé enyhén táguló oldott hasadékból áll. A bejáratban már nem fejlődő cseppkőlefolyás nyoma figyelhető meg. A lentebbi részeken oldott formák, borsó nagyságú képződmények és feketés színű nem fejlődő cseppkövek jöttek létre. Vízszintes kiterjedése 2,5 méter. Alján kőzettörmelék található. A lezáratlan barlang megtekintéséhez engedély és nyolc méter kötél szükséges.
Mélységét lehetne növelni az akna alján lévő, kis kövekből álló kőzettörmelék eltávolításával.
Előfordul a barlang az irodalmában Csiga biga-zsomboly (Nyerges 2000) néven is.

## Kutatástörténet
Az Aggteleki-karszt és a Szlovák-karszt barlangjait 1995-ben nyilvánították világörökségi helyszínné és ezért ez a barlang is a világörökség része, bár később lett a barlang felfedezve. 2000. december 10-én bontotta ki a barlang bejáratát a BEAC Barlangkutató Csoport és a MAFC Barlangkutató Csoport. Először Sőregi Ildikó járt benne. Kibontásával korábban is próbálkozott a csoport és a barlang felfedezése előtt a bejáratot mások is megtalálták, mert az üreg 8–12 cm széles nyílásánál a CSIGA BIGA ZS felirat volt a sziklába karcolva.
2000. december 11-én Nyerges Attila rajzolta meg a barlang hossz-szelvény térképvázlatát és keresztmetszet térképvázlatát. A hossz-szelvény térképvázlaton látható a keresztmetszet elhelyezkedése a barlangban. A hossz-szelvény térképvázlat szerint a barlang 7 m mély. 2000-ben Nyerges Attila szerkesztette meg a barlang hossz-szelvény térképét és keresztmetszet térképét. A hossz-szelvény térképen látható a keresztmetszet elhelyezkedése a barlangban. A hossz-szelvény térkép szerint a barlang 6,8 m hosszú és 6,8 m mély. 2009. július 21-én a Barrandien Barlangkutató Csoport mérte fel a barlangot, majd a felmérés alapján megszerkesztette a barlang hosszmetszet térképét, 2 keresztmetszet térképét, valamint a barlangbejárat felszíni környékének és magának a barlangbejáratnak az alaprajz térképét. A hosszmetszet térképen látható a 2 keresztmetszet elhelyezkedése a barlangban és a felszíni alaprajz térkép tájolásának iránya a hosszmetszet térkép vetületéhez viszonyítva. A felmérés alapján a barlang 6 m mély.
Az Alsó-hegy karsztjelenségeiről szóló, 2019-ben kiadott könyvben az olvasható, hogy a Borsodi-zsomboly 6 m hosszú és 6 m mély. A barlang azonosító számai: Szlovákiában 236, Magyarországon 5452/75. A könyvben publikálva lettek a barlang 2009-ben készült térképei. A barlangot 2009-ben Ctirad Piskač és Mikuláš Vlk mérték fel, majd 2009-ben Ctirad Piskač és Mikuláš Vlk a felmérés alapján megrajzolták a barlang térképeit. A térképeket 2014-ben Luděk Vlk digitalizálta. A kiadványhoz mellékelve lett az Alsó-hegy részletes térképe. A térképet Luděk Vlk, Mojmír Záviška, Ctirad Piskač, Jiřina Novotná, Miloš Novotný és Martin Mandel készítették. A térképen, amelyen fekete ponttal vannak jelölve a barlangok és a zsombolyok, látható a Borsodi-zsomboly (5452/75, 236) földrajzi elhelyezkedése.